# Tottarps distrikt
Tottarps distrikt är sedan 2016 ett distrikt i Staffanstorps kommun och Skåne län.
Området ligger väster om Staffanstorp.

## Tidigare administrativ tillhörighet
Distriktet inrättades 2016 och utgörs av socknen Tottarp i Staffanstorps kommun.
Området motsvarar den omfattning Tottarps församling hade vid årsskiftet 1999/2000.